# TNFRSF18
TNFRSF18 (англ. tumor necrosis factor receptor superfamily, member 18) — мембранный белок, рецептор из надсемейства рецепторов фактора некроза опухоли. Продукт гена человека TNFRSF18. Играет роль в развитии иммунного ответа.

## Функции
TNFRSF18 входит в многочисленное надсемейство рецепторов факторов некроза опухоли (TNFR). Экспрессия этого рецептора повышается при активации T-лимфоцитов. Играет ключевую роль в доминантной иммунологической аутотолерантности, обеспечиваемой регуляторными CD25+/CD4+ T-лимфоцитами. Исследования с нокаутными мышами показали роль этого рецептора в регуляции CD3-опосредуемых активации T-лимфоцитов и апоптозе.
Участвует в связывании лейкоцитов с эндотелиальными клетками. Активирует фактор транскрипции NF-κB через сигнальный путь TRAF2/NIK.
Участвует в развитии иммунного ответа против опухолевых клеток и инфекционных агентов, а также играет роль в аутоиммунных и воспалительных заболеваниях.

## Структура
Зрелый белок состоит из 216 аминокислот, молекулярная масса — 26 кДа. N-концевой внеклеточный домен содержит 3 характеристических повтора TNFR-Cys и участок N-гликозилирования.
Взаимодействует с TRAF1, TRAF2 и TRAF3 (но не связывает TRAF5 или TRAF6).

## Тканевая специфичность
Экспрессируется в лимфатических узлах, лейкоцитах периферической крови и в меньшей степени — в селезёнке.